# Lill-Stenträsket (Råneå socken, Norrbotten, 735114-178155)
Lill-Stenträsket är en sjö i Luleå kommun i Norrbotten och ingår i Råneälvens huvudavrinningsområde. Sjön har en area på 0,0746 kvadratkilometer och ligger 192,9 meter över havet. Sjön avvattnas av vattendraget Kvarnbäcken.

## Delavrinningsområde
Lill-Stenträsket ingår i det delavrinningsområde (734738-178412) som SMHI kallar för Mynnar i Bjurån. Medelhöjden är 153 meter över havet och ytan är 19,06 kvadratkilometer. Det finns inga avrinningsområden uppströms utan avrinningsområdet är högsta punkten. Kvarnbäcken som avvattnar avrinningsområdet har biflödesordning 3, vilket innebär att vattnet flödar genom totalt 3 vattendrag innan det når havet efter 38 kilometer. Avrinningsområdet består mestadels av skog (81 procent). Avrinningsområdet har 0,39 kvadratkilometer vattenytor vilket ger det en sjöprocent på 2 procent.